# Рудник Голд-Рідж
Рудник Голд-Рідж — гірничодобувний майданчик у Меланезії, в державі Соломонові острови на острові Гуадалканал за два з половиною десятки кілометрів на південний схід від столиці країни Хоніари.
Наявність покладів золота в районі Голд-Рідж виявили ще в 1931 році. У 1995-му права на розробку родовища викупила компанія Ross Mining, яка провела додаткову кампанію розвідувального буріння, після чого в 1998 році стартував видобуток. Роботи провадили відкритим способом, а вилучена руда проходила підготовку на фабриці пропускною здатністю 2 млн тонн на рік. У 2000-му копальню викупила компанія Delta Gold, втім, уже за місяць на Гуадалканалі спалахнули зіткнення між місцевими мешканцями та робітниками з острова Малаїта, що ніяк не були пов'язані з роботою копальні (у підсумку уродженці Малаїти мусили покинути Гуадалканал). Ця форс-мажорна обставина призвела до тривалої зупинки до того доволі вдалого проєкту, який за 1998—2000 роки видав 4,4 млн тонн руди, що містила 8,4 тонни золота.
Delta Gold отримала страхову виплату від компанії AIG, яка таким чином стала власником проєкту. За кілька років права на копальню викупила Allied Gold, що в 2010-му узялась за її відновлення та в 2011-му відновила видобуток. Того ж 2011-го рудник продали австралійській St Barbara. У 2014-му під час тропічного циклону «Іта» рясні дощі викликали затоплення копальні, після чого St Barbara оголосила форс-мажор та відмовилась від проведення робіт. На цьому етапі за 2011—2014 роки виробили 5,9 тонни золота.
У 2015-му проєкт продали об'єднанню місцевих землевласників Gold Ridge Community Investment Ltd (GCIL), що в подальшому залучили інших інвесторів — китайські AXF Resources (дочірня компанія шанхайської Xiangfu Group, у підсумку залишила за собою 20 % участі в проєкті) та Wanguo International Mining (придбала у попередньої 70 %). Первісно планувалось відновити видобуток у 2021-му, проте пандемія COVID-19 внесла корективи і видобуток стартував лише наприкінці 2022-го.
Станом на 2018 рік запаси проєкту оцінювались у 31,2 млн тонн, що містять 44,6 тонни золота. Крім того, обліковувались ресурси категорій, виміряні та обчислені в обсязі 44,5 млн тонн руди із вмістом золота близько 60 тонн. У 2020-му внаслідок переоцінки ресурсів одного з покладів оголосили про їх збільшення на 10,9 млн тонн руди, що може містити понад 28 тонн золота.
Необхідний для технологічного процесу вапняк завозять з новозеландської копальні Опаруре.